# Ioannis Alevras
Ioannis Alevras (1912 – 6 de abril de 1995) foi um político grego. Ocupou o cargo de Presidente da Grécia de 10 de março de 1985 até 30 de março de 1985.